# 부산광역시립연산도서관
부산광역시립연산도서관은 부산광역시 연제구 소재의 도서관이다.

## 연혁
- 1986. 09. 27 부산직할시립연산도서관설립(부산직할시 조례 제2175호)
- 1987. 03. 06 개 관
- 1987. 09. 23 개가제 실시
- 1989. 01. 17 도서관 업무 전산화
- 1995. 01. 01 부산광역시립연산도서관으로 명칭 변경(지방자치법 개정)
- 1995. 09. 14 도서관운영위원회 구성
- 1996. 06. 20 어린이실 설치
- 1997. 01. 03 종합자료실 확충
- 1998. 03. 20 해양.수산 특성화 코너 설치
- 1998. 11. 09 도서관 협력망 구축
- 2000. 12. 19 도서관 홈페이지 개설 (http://www.yeonsanlib.kr 보관됨 2014-03-12 - 웨이백 머신)
- 2002. 09. 04 작은도서관 개관
- 2002. 12. 27 디지털 자료실 개설
- 2005. 09. 22 작은도서관 2호점 개관(연제중학교 작은도서관)
- 2008. 03. 01 공공도서관 통합서비스시스템 구축.운영
- 2008. 10. 23 작은도서관 1호점 이전(월드메르디앙 작은도서관)
- 2008. 12. 31 2008 연제구 우수 평생학습기관 지정
- 2009. 05. 06 종합자료실 이용시간 연장 운영
- 2010. 08. 03 어린이실 이용시간 연장 운영
- 2010. 12. 29 웹접근성 개선을 위한 홈페이지 개편
- 2011. 01. 17 통합도서서비스 시행(부산지역 28개 공공도서관)
- 2011. 02. 25 열람실 증축